# 耶斯尼茨河畔圣安东
耶斯尼茨河畔圣安东是奥地利下奥地利州沙伊布斯县的一个市镇。总面积69.64平方公里，总人口1277人，人口密度18.3人/平方公里（2005年）。